# Clasificación para la Copa Desafío de la AFC 2008
La Clasificación para la Copa Desafío de la AFC 2008 tuvo lugar entre el 2 de abril y el 28 de mayo de 2008 en cuatro países. De los 16 equipos, cuatro avanzaron al torneo final junto a India, Corea del Norte, Birmania y Turkmenistán, que se clasificaron automáticamente. El sorteo de los grupos tuvo lugar en la sede de la AFC, ubicada en Kuala Lumpur, Malasia, el 18 de enero de 2008.

## Participantes
- Tayikistán
- Sri Lanka
- Nepal
- Kirguistán
- Palestina[n 1]
- China Taipéi
- Bangladés
- Brunéi
- Pakistán
- Camboya
- Filipinas
- Afganistán
- Bután
- Macao
- Guam
- Laos[n 2]

## Clasificación

### Grupo A
| Pos. | Equipo           | Pts. | PJ | G | E | P | GF | GC | Dif. | Clasificación |
| ---- | ---------------- | ---- | -- | - | - | - | -- | -- | ---- | ------------- |
| 1    | Sri Lanka        | 7    | 3  | 2 | 1 | 0 | 14 | 4  | +10  | Clasificado   |
| 2    | Pakistán         | 6    | 3  | 2 | 0 | 1 | 12 | 10 | +2   |               |
| 3    | China Taipéi (H) | 4    | 3  | 1 | 1 | 1 | 7  | 5  | +2   |               |
| 4    | Guam             | 0    | 3  | 0 | 0 | 3 | 4  | 18 | −14  |               |

 Fuente: RSSSF
| 2-4-2008 | Sri Lanka                                                            | 5–1     | Guam         | Chungshan Stadium, Taipei                                   |                                                             |
|          | Bandanage 54' · Siyaguna 55' 64' · S. Mohamed 82' · Jayasuriya 90+1' | Reporte | Mendiola 62' | Asistencia: 300 espectadores Árbitro(s): Valentin Kovalenko | Asistencia: 300 espectadores Árbitro(s): Valentin Kovalenko |

| 2-4-2008 | China Taipéi  | 1–2     | Pakistán             | Chungshan Stadium, Taipei                             |                                                       |
|          | Lo Chih-an 5' | Reporte | Essa 13' · Masih 34' | Asistencia: 800 espectadores Árbitro(s): Masaaki Toma | Asistencia: 800 espectadores Árbitro(s): Masaaki Toma |

| 4-4-2008 | Pakistán     | 1–7     | Sri Lanka                                                               | Chungshan Stadium, Taipei                                   |                                                             |
|          | A. Ahmed 17' | Reporte | Jayasuriya 7' 42' 90+2' · Bandanage 13' (pen.) 82' · Dehiwalage 72' 77' | Asistencia: 300 espectadores Árbitro(s): Valentin Kovalenko | Asistencia: 300 espectadores Árbitro(s): Valentin Kovalenko |

| 4-4-2008 | Guam           | 1–4     | China Taipéi                                                              | Chungshan Stadium, Taipei                        |                                                  |
|          | Pangelinan 17' | Reporte | Chang Han 20' · Huang Wei-yi 28' · Chen Po-liang 33' · Chiang Shih-lu 44' | Asistencia: 850 espectadores Árbitro(s): Win Cho | Asistencia: 850 espectadores Árbitro(s): Win Cho |

| 6-4-2008 | Pakistán                                                                                     | 9–2     | Guam                                 | Chungshan Stadium, Taipei                                  |                                                            |
|          | Anwar 9', 18' · Shah 28' · Qasim 44' 72' 82' · T. Ahmed 62' · Hameed 65' (pen.) · Rehman 85' | Reporte | Pangelinan 74' · I. Ahmed 80' (a.g.) | Asistencia: 200 espectadores Árbitro(s): Kadhum Auda Lazim | Asistencia: 200 espectadores Árbitro(s): Kadhum Auda Lazim |

| 6-4-2008 | Sri Lanka                                 | 2–2     | China Taipéi                        | Chungshan Stadium, Taipei                             |                                                       |
|          | Chen Po-liang 59' (a.g.) · Jayasuriya 86' | Reporte | Chang Han 28' · Tsai Hsien-tang 74' | Asistencia: 900 espectadores Árbitro(s): Masaaki Toma | Asistencia: 900 espectadores Árbitro(s): Masaaki Toma |

### Grupo B
| Pos. | Equipo        | Pts. | PJ | G | E | P | GF | GC | Dif. | Clasificación |
| ---- | ------------- | ---- | -- | - | - | - | -- | -- | ---- | ------------- |
| 1    | Tayikistán    | 7    | 3  | 2 | 1 | 0 | 7  | 1  | +6   | Clasificado   |
| 2    | Filipinas (H) | 7    | 3  | 2 | 1 | 0 | 4  | 0  | +4   |               |
| 3    | Bután         | 1    | 3  | 0 | 1 | 2 | 2  | 7  | −5   |               |
| 4    | Brunéi        | 1    | 3  | 0 | 1 | 2 | 1  | 6  | −5   |               |

 Fuente: RSSSF
| 13-5-2008 | Tayikistán                          | 3–1     | Bután           | Barotac Nuevo Plaza Field, Barotac Nuevo              |                                                       |
|           | Hakimov 27' 88' (pen.) · Rabiev 60' | Reporte | P. Tshering 69' | Asistencia: 5000 espectadores Árbitro(s): Ng Chiu Kok | Asistencia: 5000 espectadores Árbitro(s): Ng Chiu Kok |

| 13-5-2008 | Brunéi | 0–1     | Filipinas     | Iloilo Sports Complex, Iloilo                        |                                                      |
|           |        | Reporte | Caligdong 28' | Asistencia: 3500 espectadores Árbitro(s): Ali Saleem | Asistencia: 3500 espectadores Árbitro(s): Ali Saleem |

| 15-5-2008 | Filipinas | 0–0     | Tayikistán | Iloilo Sports Complex, Iloilo                           |                                                         |
|           |           | Reporte |            | Asistencia: 4500 espectadores Árbitro(s): Ali Al-Badawi | Asistencia: 4500 espectadores Árbitro(s): Ali Al-Badawi |

| 15-5-2008 | Bután      | 1–1     | Brunéi         | Barotac Nuevo Plaza Field, Barotac Nuevo                 |                                                          |
|           | Dendup 12' | Reporte | Bin Salleh 76' | Asistencia: 4000 espectadores Árbitro(s): Chaiya Mahapab | Asistencia: 4000 espectadores Árbitro(s): Chaiya Mahapab |

| 17-5-2008 | Filipinas                                            | 3–0     | Bután | Barotac Nuevo Plaza Field, Barotac Nuevo             |                                                      |
|           | Gould 41' · P. Younghusband 43' · Rinchen 58' (a.g.) | Reporte |       | Asistencia: 7000 espectadores Árbitro(s): Ali Saleem | Asistencia: 7000 espectadores Árbitro(s): Ali Saleem |

| 17-5-2008 | Tayikistán                                    | 4–0     | Brunéi | Iloilo Sports Complex, Iloilo                          |                                                        |
|           | Rabiev 46' 87' · Mukhidinov 61' · Hakimov 69' | Reporte |        | Asistencia: 450 espectadores Árbitro(s): Ali Al-Badawi | Asistencia: 450 espectadores Árbitro(s): Ali Al-Badawi |

### Grupo C
| Pos. | Equipo         | Pts. | PJ | G | E | P | GF | GC | Dif. | Clasificación |
| ---- | -------------- | ---- | -- | - | - | - | -- | -- | ---- | ------------- |
| 1    | Afganistán     | 4    | 2  | 1 | 1 | 0 | 1  | 0  | +1   | Clasificado   |
| 2    | Kirguistán (H) | 3    | 2  | 1 | 0 | 1 | 2  | 2  | 0    |               |
| 3    | Bangladés      | 1    | 2  | 0 | 1 | 1 | 1  | 2  | −1   |               |

 Fuente: RSSSF
| 5-5-2008 | Bangladés | 0–0     | Afganistán | Spartak Stadium, Bishkek                                  |                                                           |
|          |           | Reporte |            | Asistencia: 3000 espectadores Árbitro(s): Khalid Al-Senan | Asistencia: 3000 espectadores Árbitro(s): Khalid Al-Senan |

| 7-5-2008 | Afganistán  | 1–0     | Kirguistán | Spartak Stadium, Bishkek                                 |                                                          |
|          | Yamrali 38' | Reporte |            | Asistencia: 7000 espectadores Árbitro(s): Rosdi Shaharul | Asistencia: 7000 espectadores Árbitro(s): Rosdi Shaharul |

| 9-5-2008 | Kirguistán                 | 2–1     | Bangladés | Spartak Stadium, Bishkek                                         |                                                                  |
|          | Kornilov 83' · Sydykov 87' | Reporte | Ameli 63' | Asistencia: 5000 espectadores Árbitro(s): Atallah Jatli Al-Enezi | Asistencia: 5000 espectadores Árbitro(s): Atallah Jatli Al-Enezi |

### Grupo D
| Pos. | Equipo      | Pts. | PJ | G | E | P | GF | GC | Dif. | Clasificación |
| ---- | ----------- | ---- | -- | - | - | - | -- | -- | ---- | ------------- |
| 1    | Nepal       | 6    | 2  | 2 | 0 | 0 | 4  | 2  | +2   | Clasificado   |
| 2    | Camboya (H) | 3    | 2  | 1 | 0 | 1 | 3  | 2  | +1   |               |
| 3    | Macao       | 0    | 2  | 0 | 0 | 2 | 3  | 6  | −3   |               |

 Fuente: RSSSF
| 24-5-2008 | Nepal                         | 3–2     | Macao                                      | National Olympic Stadium, Phnom Penh                  |                                                       |
|           | S. Rai 43' · J.M. Rai 57' 65' | Reporte | Che Chi Man 29' (pen.) · Chan Kin Seng 59' | Asistencia: 2000 espectadores Árbitro(s): Vo Minh Tri | Asistencia: 2000 espectadores Árbitro(s): Vo Minh Tri |

| 26-5-2008 | Camboya | 0–1     | Nepal        | National Olympic Stadium, Phnom Penh                   |                                                        |
|           |         | Reporte | J.M. Rai 44' | Asistencia: 3000 espectadores Árbitro(s): Mohsen Torky | Asistencia: 3000 espectadores Árbitro(s): Mohsen Torky |

| 28-5-2008 | Camboya                      | 3–1     | Macao           | National Olympic Stadium, Phnom Penh |                                |
|           | Sinoun 30' 90+2' · Rithy 67' | Reporte | Che Chi Man 65' | Árbitro(s): Çarymyrat Gurbanow       | Árbitro(s): Çarymyrat Gurbanow |

## Clasificados
| Bandera de Sri Lanka. | Bandera de Tayikistán. | Bandera de Afganistán. | Bandera de Nepal. |
| Sri Lanka             | Tayikistán             | Afganistán             | Nepal             |

## Goleadores
5 goles
- Kasun Jayasuriya

3 goles
- Ju Manu Rai
- Muhammad Qasim
- Channa Ediri Bandanage
- Numonjon Hakimov
- Yusuf Rabiev

2 goles
- Nuth Sinoun
- Chang Han
- Zachary Pangelinan
- Che Chi Man
- Jamshed Anwar
- Nimal Dehiwalage
- Chathura Maduranga Siyaguna

1 gol
- Ata Yamrali
- Mohamed Hasan Ameli
- Nawang Dendup
- Passang Tshering
- Khayrun Bin Salleh
- Chan Rithy
- Chen Po-liang
- Chiang Shih-lu
- Huang Wei-yi
- Lo Chih-an
- Tsai Hsien-tang
- Christopher Mendiola
- Roman Kornilov
- Ruslan Sydykov
- Chan Kin Seng
- Sandip Rai
- Adnan Ahmed
- Tanveer Ahmed
- Mohammad Essa
- Zahid Hameed
- Michael Masih
- Abdul Rehman
- Farooq Shah
- Emelio Caligdong
- Chad Gould
- Phil Younghusband
- Sabras Mohamed
- Dzhomikhon Mukhidinov

Autogoles
- Pema Rinchen (ante Filipinas)
- Chen Po-liang (ante Sri Lanka)
- Iltaf Ahmed (ante Guam)